# AWT greenway/Saison 2015
Dieser Artikel listet Erfolge und Fahrer des Radsportteams AWT greenway in der Saison 2015 auf.

## Erfolge in der UCI Europe Tour
In der Saison 2015 wurden folgende Erfolge in der UCI Europe Tour erzielt.
| Datum      | Rennen                                             | Kat. | Fahrer        |
| ---------- | -------------------------------------------------- | ---- | ------------- |
| 28. April  | Prolog Carpathian Couriers Race (EZF)              | 2.2U | Jan Brockhoff |
| 2. Mai     | 4. Etappe Carpathian Couriers Race                 | 2.2U | Erik Baška    |
| 15. Mai    | 3. Etappe Tour de Berlin                           | 2.2U | Erik Baška    |
| 26. Juni   | Slowakische Meisterschaft – Einzelzeitfahren (U23) | CN   | Erik Baška    |
| 28. Juni   | Slowakische Meisterschaft – Straßenrennen (U23)    | CN   | Erik Baška    |
| 22. August | Puchar Ministra Obrony Narodowej                   | 1.2  | Erik Baška    |

## Abgänge – Zugänge
| Zugänge                  | Team 2014                      | Abgänge           | Team 2015                   |
| ------------------------ | ------------------------------ | ----------------- | --------------------------- |
| Przemysław Kasperkiewicz | Bauknecht-Author               | Łukasz Wiśniowski | Etixx-Quick Step            |
| Erik Baška               | Dukla Trenčín Trek             | Jan Hirt          | CCC Sprandi Polkowice       |
| Jan Brockhoff            | Development Team Giant-Shimano | Karel Hník        | Cult Energy Pro Cycling     |
| Maximilian Schachmann    | Development Team Giant-Shimano | Samuel Spokes     | Drapac Professional Cycling |
| Rayane Bouhanni          | Neoprofi                       | Tim Kerkhof       | Roompot Oranje Peloton      |
| Iván García              | Neoprofi                       | Josip Rumac       | Adria Mobil                 |
| Roman Lehky              | Neoprofi                       | Radovan Doležel   | SKC Tufo Prostějov          |
| Jakub Novák              | Neoprofi                       | Daniel Hoelgaard  | Team Joker                  |
| Michal Schlegel          | Neoprofi                       | Markus Hoelgaard  | Team Coop-Øster Hus         |
| Matēj Bechynē            | Neoprofi                       | Paco Ghistelinck  | Karriereende                |

## Mannschaft
| Name                     | Geburtstag        | Nationalität |              |
| ------------------------ | ----------------- | ------------ | ------------ |
| Erik Baška               | 12. Januar 1994   | Slowakei     |              |
| Matēj Bechynē            | 24. Juli 1996     | Tschechien   |              |
| Rayane Bouhanni          | 24. Februar 1996  | Frankreich   |              |
| Jan Brockhoff            | 3. Dezember 1994  | Deutschland  |              |
| Álvaro Cuadros           | 12. April 1995    | Spanien      |              |
| Iván García              | 20. November 1995 | Spanien      |              |
| Alexis Guérin            | 6. Juni 1992      | Frankreich   |              |
| Przemysław Kasperkiewicz | 1. März 1994      | Polen        |              |
| Roman Lehký              | 30. Juni 1996     | Tschechien   |              |
| Jakub Novák              | 30. Dezember 1990 | Tschechien   |              |
| Maximilian Schachmann    | 9. Januar 1994    | Deutschland  |              |
| Michal Schlegel          | 31. Mai 1995      | Tschechien   |              |
| Stagiaires               | Stagiaires        | Nationalität | Nationalität |
| Kenny Molly              | Kenny Molly       | Belgien      |              |